# Paranerita klagesi
Paranerita klagesi là một loài bướm đêm thuộc phân họ Arctiinae, họ Erebidae.